# Alwaid
Alwaid, también llamada Rastaban o Asuia, es el nombre de la estrella β Draconis (β Dra / 23 Draconis), la tercera más brillante de la constelación de Draco, después de Etamin (γ Draconis) y η Draconis.

## Nombre
El nombre Alwaid proviene del árabe Al ʽAwāïd, «las madres camello», figura celestial que incluía a Etamin (γ Draconis), Arrakis (μ Draconis), Kuma (ν Draconis) y Grumium (ξ Draconis).
Sin embargo, otros autores relacionan el origen del nombre con la palabra Al ʽAwwād, «el músico del laúd».
El otro nombre de esta estrella, Rastaban, también procede del árabe Al Rās al Thuʽbān y significa «la cabeza de la serpiente». Por su parte, el término Asuia, corriente en la Edad Media, proviene de Al Shujāʽ.
Por último, en China, β y γ Draconis eran Tien Kae.

## Características físicas
Alwaid, situada a 362 años luz del sistema solar, es una supergigante —o gigante luminosa— amarilla de tipo espectral G2Iab con una temperatura superficial de 5100 K. Es 950 veces más luminosa que el Sol y tiene un radio 40 veces más grande que el radio solar.
Su masa es 5 veces mayor que la masa solar.
Aunque por temperatura y luminosidad debería ser una variable cefeida, la realidad es que Alwaid no presenta ningún tipo de variabilidad, sin que exista una explicación clara para ello; otras estrellas con igual comportamiento son Sadalmelik (α Aquarii) y β Camelopardalis.
Alwaid tiene una compañera más fría, una enana naranja o roja, a una distancia de al menos 450 UA, que tarda más de 4000 años en completar una órbita. Desde un hipotético planeta en torno a esta acompañante, Alwaid aparecería 3000 veces más brillante que la luna llena.